# Zakłady Wyrobów Cukierniczych Miś
Zakłady Wyrobów Cukierniczych „Miś” Sp. z o.o. – przedsiębiorstwo w Obornikach Śląskich zajmujące się produkcją wyrobów cukierniczych.

## Historia
Przedsiębiorstwo powstało w 1956, kiedy w niewielkiej fabryce trzydziestoosobowa załoga rozpoczęła produkcję listków waflowych, płatków dietetycznych (tzw. macy) oraz lizaków.
Kolejne 20 lat to okres rozwoju firmy. W tym czasie przejęła ona dwa, funkcjonujące w strukturze przedsiębiorstwa do dzisiaj, zakłady produkcyjne – w Sobótce i Jelczu-Laskowicach. Rozbudowano także zakład w Obornikach Śląskich; zakupiono nowe maszyny oraz urządzenia, które pozwalały na uruchamianie kolejnych linii produktowych: wyrobów cukierniczych, lizaków, wafli, draży, galaretek, pastylek, herbatników i własnej odmiany ptasiego mleczka.
Od października 1990 roku „Miś” stał się samodzielnym przedsiębiorstwem produkcyjnym. 1 kwietnia 1999 roku ZWC „Miś” stały się spółką z o.o. typu pracowniczego (100% kapitału należało do ówczesnych oraz byłych pracowników).
W 2003 roku rozpoczęto wdrażanie w zakładzie systemy HACCP oraz ISO. W latach 2004−2006 zrealizowano projekt "Unowocześnienie produkcji w Zakładach Wyrobów Cukierniczych MIŚ Sp. z o.o." współfinansowany przez Unię Europejską ze środków Europejskiego Funduszu Rozwoju Regionalnego.
W 2008 roku firma została przejęta i nastąpiła jej konsolidacja z firmą Delic-Pol.
W 2009 roku w przedsiębiorstwie został zrealizowany projekt „Nowa technologia produkcji wafli przekładanych” współfinansowany przez Unię Europejską ze środków Europejskiego Funduszu Rozwoju Regionalnego oraz z budżetu państwa w ramach Regionalnego Programu Operacyjnego dla województwa dolnośląskiego na lata 2007–2013.
W styczniu 2013 roku właścicielem ZWC „Miś” została firma Horizon Equity. Po przejęciu przez nowego inwestora spodziewany był wzrost produkcji, przy zachowaniu marek obecnie wytwarzanych wyrobów, jednakże w nowych opakowaniach. Zakładane było poszerzenie asortymentu wyrobów i ich eksport. W 2016 zakłady ogłosiły upadłość.
Zakłady Wyrobów Cukierniczych „Miś” były jedną z najdłużej działających firm cukierniczych w Polsce. Do nazwy przedsiębiorstwa nawiązywało logo − stylizowana głowa niedźwiadka.

## Produkty
Firma produkowała szereg produktów cukierniczych i ciastkarskich, m.in. wafle, herbatniki i ptasie mleczko. Wyroby Zakładów Wyrobów Cukierniczych „Miś” były dostępne na terenie całej Polski.

## Wyróżnienia
W 2006 roku w ramach XI edycji konkursu „Dolnośląski Klucz Sukcesu” firma Miś była nominowana w kategorii „Najlepsza dolnośląska firma produkcyjna zatrudniająca do 250 osób”.